# Jodie Foster
Alicia Christian "Jodie" Foster, född 19 november 1962 i Los Angeles, Kalifornien, är en amerikansk skådespelare, filmproducent och filmregissör.

## Biografi
Jodie Foster gjorde sin första filmroll redan som treåring och medverkade i Walt Disney-familjefilmer och reklamfilmer. Hon fick sitt genombrott 1976, 13 år gammal, som den drogberoende, prostituerade tonårsflickan Iris i filmen Taxi Driver.
1976 spelade hon en av huvudrollerna i gangsterfilmen Bugsy Malone.
Synnerligen mångsidig och avancerad för sin ålder spelade hon under tonåren ofta roller där hon föreföll långt mer mogen och erfaren än sin verkliga ålder.
Hon har belönats med en Oscar två gånger – 1988 för Anklagad (som Sarah Tobias) och 1991 för När lammen tystnar (som Clarice Starling). 2013 mottog hon hederspriset Cecil B. DeMille Award vid Golden Globe-galan.
Foster ersatte Nicole Kidman som Meg Altman i Panic Room (2002), efter att Nicole Kidman skadat sig.

### Privatliv
Hon heter ursprungligen Alicia men sedan pappan lämnade familjen uppfostras barnen av mamma Brandy och hennes livspartner Josephine Dominguez eller "moster Jo". Hennes syskon börjar kalla Alicia för Jodie - efter "mosters" initialer Jo D.
Jodie Foster är lesbisk, vilket hon avslöjade offentligt under en prisutdelning i Los Angeles 2007.
Foster har två söner födda 1998 och 2001. Foster hade under många år ett förhållande med Cydney Bernard. År 2014 gifte hon sig med fotografen Alexandra Hedison.
År 1981 försökte en fanatisk beundrare, John Hinckley, mörda USA:s president Ronald Reagan – han ville med denna handling imponera på sin idol.
Jodie Foster kunde läsa vid tre års ålder.

## Filmografi i urval

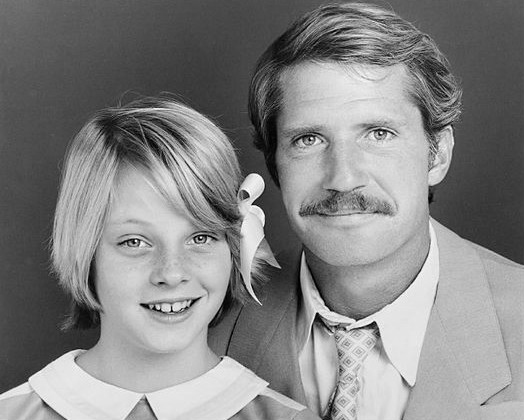
Jodie Foster och Christopher Connelly i TV-versionen av Paper Moon, 1974.

Listan avser skådespelarroller, om inget annat anges.
- 1969–1971 – The Courtship of Eddie's Father (TV-serie) (fem avsnitt)
- 1969–1972 – Krutrök (TV-serie) (tre avsnitt)
- 1972 – Kansas City Bomber
- 1972 – Napoleon och Samantha
- 1973 – Tom Sawyers äventyr
- 1973 – Kung Fu (TV-serie)
- 1973 – En liten indian
- 1974 – Alice bor inte här längre
- 1976 – Sista sommaren
- 1976 – Taxi Driver
- 1976 – Bugsy Malone
- 1976 – Den lilla flickan i huset vid vägens slut
- 1976 – Åh vilken fredag
- 1977 – Badhytten
- 1977 – Min vilda syster
- 1977 – Candleshoe
- 1980 – På drift
- 1980 – Foxes – tjejmaffian
- 1982 – O'Hara's Wife
- 1983 – Svengali
- 1984 – The Blood of Others
- 1984 – Hotel New Hampshire
- 1986 – Mesmerized
- 1987 – Five Corners
- 1987 – Siesta
- 1988 – Anklagad
- 1988 – Den största kärleken
- 1990 – Backtrack - i skottlinjen
- 1991 – Little Man Tate (även regi)
- 1991 – När lammen tystnar
- 1992 – Skuggor och dimma
- 1993 – It Was a Wonderful Life
- 1993 – Sommersby
- 1994 – Nell (även produktion)
- 1994 – Maverick
- 1995 – Hemma är bäst (endast regi och produktion)
- 1997 – Kontakt
- 1999 – Anna och kungen
- 2002 – The Dangerous Lives of Altar Boys
- 2002 – Panic Room
- 2004 – En långvarig förlovning
- 2005 – Flightplan
- 2006 – Inside Man
- 2007 – The Stranger Inside (även exekutiv produktion)
- 2008 – Nim och den hemliga ön
- 2011 – The Beaver (även regi)
- 2011 – Carnage
- 2013 – Elysium
- 2013–2014 – Orange Is the New Black (endast regi)
- 2016 – Money Monster (endast regi)
- 2017 – Black Mirror (TV-serie) (endast regi)
- 2018 – Hotel Artemis
- 2020 – Tales from the Loop (TV-serie) (endast regi)
- 2021 – The Mauritanian

## Utmärkelser
- Asteroiden 17744 Jodiefoster är uppkallad efter henne.[17]

- BAFTA Award för mest lovande nykomling i filmhuvudroll, för Taxi Driver,  1977
- BAFTA Award för bästa kvinnliga biroll, för Bugsy Malone,  1977
- Saturn Award, för Den lilla flickan i huset vid vägens slut,  1978
- Golden Globe Award för bästa kvinnliga huvudroll - drama, för Anklagad,  1988
- David di Donatello för bästa kvinnliga utländska skådespelare, för Anklagad,  1989
- Independent Spirit Award för bästa kvinnliga huvudroll, för Five Corners,  1989
- Oscar för bästa kvinnliga huvudroll, för Anklagad,  29 mars 1989[18]
- Golden Globe Award, för När lammen tystnar,  1991
- Hasty Pudding Woman of the Year,  1992
- BAFTA Award för bästa kvinnliga huvudrollsinnehavare, för När lammen tystnar,  1992
- Oscar för bästa kvinnliga huvudroll, för När lammen tystnar,  30 mars 1992[19]
- David di Donatello för bästa kvinnliga utländska skådespelare, för Nell,  1994
- Screen Actors Guild Award för bästa kvinnliga huvudroll, för Nell,  1995
- Crystal Award,  1996[20]
- European Film Awards Jameson-publikpris för bästa kvinnliga skådespelare,  1997[21]
- Saturn Award för bästa skådespelerska, för Kontakt,  1997
- Sitges stora hederspris,  2005
- Golden Globe Cecil B. DeMille Award,  2013[22]
- Stjärna på Hollywood Walk of Fame,  4 maj 2016[23]
- Golden Globe Award för bästa kvinnliga biroll i en långfilm, för The Mauritanian,  2021
- Mary Pickford Award
- Jupiter

[Redigera Wikidata]